# Éole
Pour les articles homonymes, voir Éole (homonymie).
Dans la mythologie grecque, Éole (en grec ancien Αἴολος / Aíolos, en latin Αeolus) est le maître et le régisseur des vents.
Il règne en fait une certaine confusion entre trois personnages portant ce nom, et que les auteurs antiques confondent parfois. Cet article traite de l'Éole homérique, fils d'Hippotès, qui accueille Ulysse ; Éole (fils d'Hellen et éponyme des Éoliens) et Éole (fils de Poséidon et frère de Béotos) font l'objet d'articles à part.
Du nom d'Éole dérivent l'adjectif « éolien » et le substantif « éolienne ».

## Éole dans la mythologie

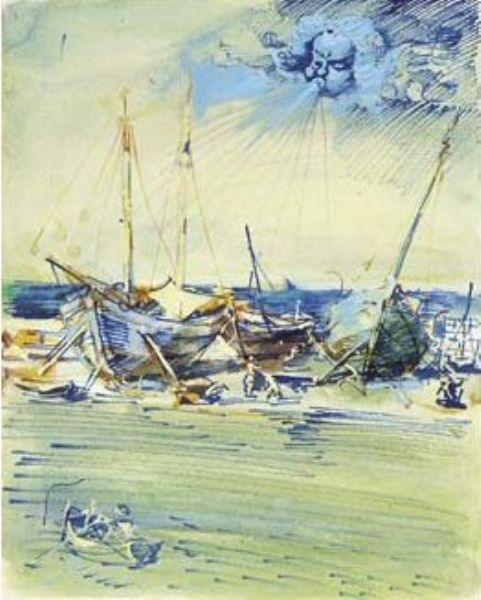
Représentation d'Eole

Éole apparaît pour la première fois au chant X de l’Odyssée, lorsque Ulysse accoste chez lui :

« Nous gagnons Éolie, où le fils d'Hippotès, cher aux dieux immortels, Éole, a sa demeure. C'est une île qui flotte : une côte de bronze, infrangible muraille, l'encercle tout entière ; une roche polie en pointe vers le ciel,. »

Homère lui prête douze enfants, six fils et six filles, qu'il a mariés entre eux et qui vivent fastueusement dans son palais. Après qu'Ulysse s'est reposé un mois auprès d'Éole, celui-ci lui fait présent pour son départ d'un sac dans lequel « il coud toutes les aires des vents impétueux, car le fils de Cronos l'en a fait régisseur : à son plaisir, il les excite ou les apaise »,. Ulysse navigue pendant neuf jours à bon rythme avant que son équipage, jaloux, ne délie le sac et que des vents contraires le ramènent en Éolie. Mais cette fois, Éole le chasse assez vertement : « Décampe ! Tu reviens sous le courroux des dieux, ! »
L'ascendance homérique, qui fait d'Hippotès – mortel par ailleurs inconnu – son père, est ensuite reprise par de nombreux auteurs. Éole est parfois appelé Ἱπποτάδης / Hippotádês pour cette raison.
Dans l’Énéide, Junon promet à Éole la main de la nymphe Déiopée s'il lâche ses vents sur la flotte d'Énée. Nous connaissons le nom de ses six garçons (Astyochos, Diorès, Androclès, Phérémon, Iocastos et Agathyrnos) et de deux de ses filles (Polymèle et Alcyoné).
Selon les Histoires incroyables de Palaiphatos, Éole était un astronome qui a aidé Ulysse en prédisant le temps et les directions dans lesquelles les vents souffleraient.

## L'Éolie et les îles Lipari
Homère donne le nom d’« île éolienne », c'est-à-dire « île d’Éole », en grec αἰολίη νῆσος / aíolíê nễsos, à l’île où Ulysse et son escadre débarquent. La description qu'en donne le poète, malgré son caractère de fiction, semble retenir certains éléments d'une tradition archaïque ayant trait au royaume de l'archipel des îles Lipari. Thucydide décrit la réalité géographique et politique des « îles éoliennes » : « Les îles dites d’Éole appartiennent aux Lipariens qui sont des colons de Cnide. Ils vivent dans l'une d'elles, qui n'est pas grande, appelée Lipara ; ils partent de là pour cultiver les autres, Didymè, Strongylè et Hiéra. Les gens de la région pensent qu'à Hiéra Héphaïstos a ses forges, parce qu'on en voit monter beaucoup de flammes la nuit et de fumée le jour. Ces îles, qui se trouvent en face du pays des Sicules et des Messéniens, étaient alliées à Syracuse. » Les colons grecs venus de Cnide vers 580 av. J.-C. sont donc de paisibles agriculteurs circulant en barques dans un archipel aisément identifiable. L'île d'Hiéra est l'actuelle Vulcano ; le nom de Didymè fait manifestement allusion à l'île aux deux hauteurs, appelée Salina de nos jours ; quant à Strongylè, l'île Ronde, les Anciens l'ont toujours identifiée au Stromboli. Lipari est la seule de ces îles à avoir conservé son nom préhellénique. Au pied de son acropole antique, au milieu des tombes grecques, les archéologues ont découvert des poteries rituellement brisées, dont l'une conserve, sans ambiguïté aucune, le nom d’Éole inscrit en caractères grecs archaïques. Ce fragment de poterie, conservé au musée archéologique Éolien de Lipari, atteste qu'un culte était célébré en l'honneur d'un héros ou d'un dieu préhellénique, du nom d’Éole. On peut donc penser qu'un prototype de l'Éole homérique a réellement existé au début du IIe millénaire avant notre ère.
Dans l'Antiquité, le siège du royaume d'Éole a souvent été localisé sur l'île de Stromboli. Cette île semble répondre à la description qu'en donne Homère au début du chant X cité ci-dessus : vue de loin, elle s'élève à 940 mètres au-dessus de la mer et darde vraiment sa pointe vers le ciel ; pour un navigateur, quel que soit l'angle sous lequel il s'en approche, Stromboli est d'une écrasante hauteur ; et si elle apparaît entourée d'une « côte de bronze », c'est qu'avant le crépuscule, la lumière rose du soir lui donne « une étrange couleur bronze doré » ; l'île mérite aussi son qualificatif d'« infranchissable muraille » car elle n'offre aucune crique, aucune anse, aucun promontoire à l'abri desquels un navire pourrait mouiller.

## Attributions et fonction d'Éole
Dans le récit qu'Ulysse fait aux Phéaciens, Éole habite dans un palais, au-dessus de la cité. Il reçoit ses hôtes avec bienveillance et leur accorde une hospitalité d'un mois. Au moment du départ d'Ulysse, il lui apporte une aide remarquable : 

« Quand je veux reprendre la route et lui demande de l'aide, il ne me refuse rien, au contraire, et prépare mon retour. Il écorche un taureau de neuf ans ; dans la peau il coud toutes les aires des vents impétueux, car le fils de Cronos l'en a fait régisseur : il apaise l'un ou excite l'autre, à sa volonté. Dans le creux du navire, il lie celle-ci d'un fil d'argent brillant, afin que la moindre brise ne puisse en sortir. Puis il me fait souffler un flux de zéphyr, un vent portant pour les navires et les équipages. »

— (Odyssée, X, 17-26)
La fonction d'Éole est en effet celle d'un  « régisseur », c'est-à-dire « d'un dispensateur, qui distribue, dispose » les vents en force et en direction : c'est exactement le sens du nom grec ταμίας / tamías employé ici par Homère. Car le poète sait qu'il existe un régime des vents, qui soufflent en force et en direction variable selon les lieux et selon les saisons, et qui se lèvent ou tombent à certaines heures de la journée. C'est pourquoi Homère parle de véritables « routes des vents », en grec ἀνέμων κέλευθα / anémôn kéleutha, et le domaine de ces routes, c'est Éole qui l'administre. Mais il ne l'administre pas arbitrairement : Éole est soumis lui-même à la juste loi voulue par les dieux, ce que les Grecs appellent θέμις, Thémis, comme il le précise lui-même à Ulysse au vers 73. Ce régime des vents était connu des gens de mer et deux grands savants de l'Antiquité, Aristote et Théophraste, l'ont étudié avec précision.
Dans le passage cité ci-dessus, Homère suggère aussi que la volonté d’Éole peut être fléchie par des prières et des sacrifices : le dieu se livre en effet, en grande cérémonie, à un rite sacrificiel et à des opérations visant à ménager des vents portants. Les fouilles archéologiques menées sur le site de l'antique colonie grecque de Lipara ont montré, par le rite des poteries brisées dédiées à ce dieu, que de telles pratiques cultuelles existaient. Or l'archipel des îles Lipari est précisément balayé par de brusques et incessants changements de vent, en force et en direction, et les équipages de l'Âge du Bronze récent devaient chercher à se concilier des vents favorables.

## Interprétation de la rencontre d'Ulysse et d'Éole

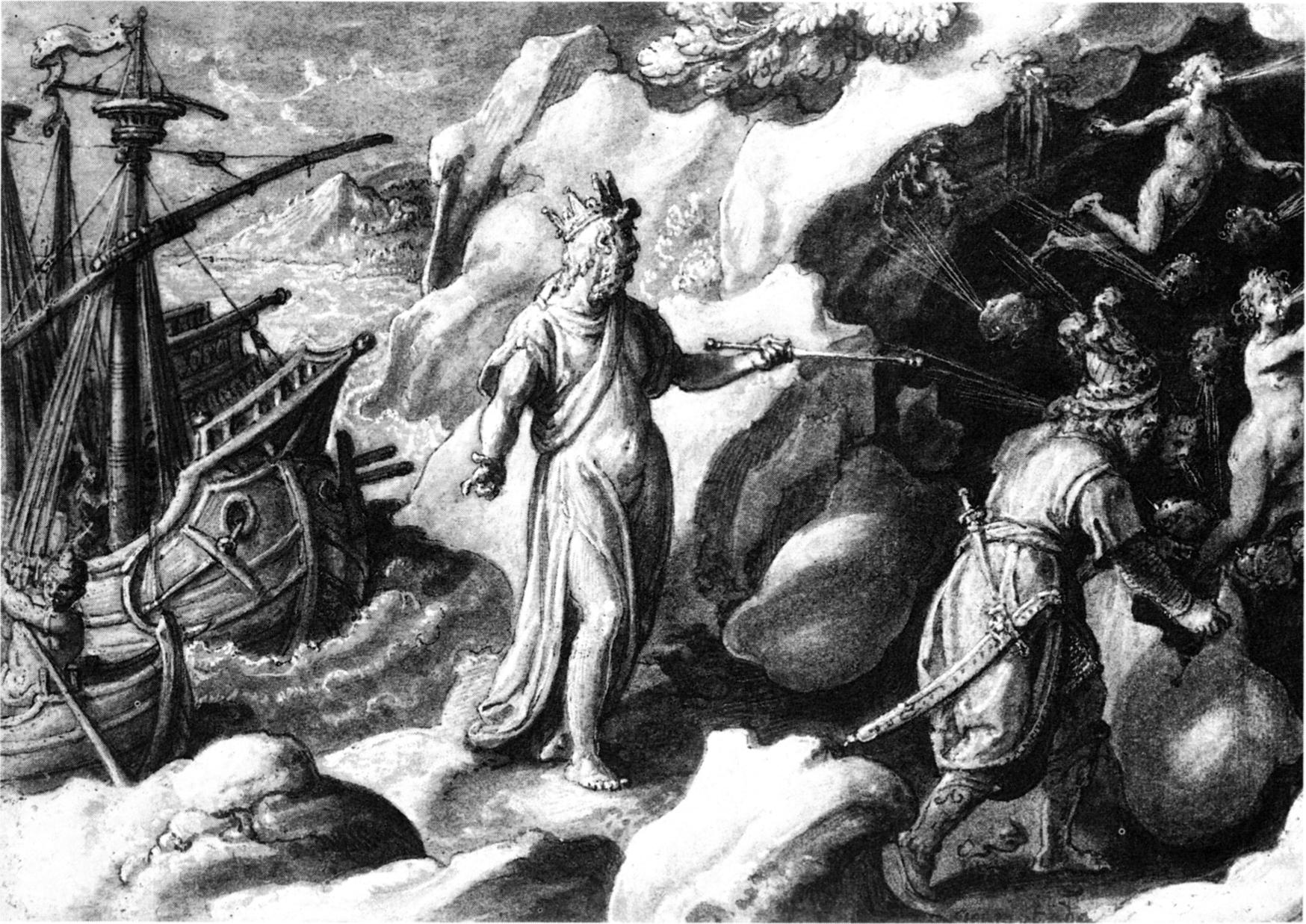
Jan van der Straet, Ulysse dans la grotte des vents (vers 1590-1599), Rotterdam, musée Boijmans Van Beuningen.

La description que donne Homère de la civilisation des populations éoliennes n'est peut-être pas le pur produit de la fiction. Éole est présenté comme un dieu vivant dans l'opulence de son palais, et qui, tel un pharaon, a marié ses fils à ses filles. Ce dernier détail doit retenir l'attention : on a pu l'interpréter comme un indice que la rencontre d'Ulysse avec Éole conserve le souvenir de contacts entre les populations archaïques des îles Lipari et les navigateurs grecs, frappés par l'étrangeté de leurs mœurs et de leurs institutions. Or précisément, les fouilles entreprises sur le site d'un village préhistorique du promontoire Milazzese sur l'île de Panarea attestent que du XVIIe au XIVe siècle av. J.-C., soit avant la guerre de Troie et près d'un millénaire avant la composition de l’Odyssée, des populations ont vécu sur cette île comme aussi à Filicudi, à Salina et à Lipari. Les archéologues siciliens parlent à leur propos de « culture de Milazzese ». Ces populations entretenaient des contacts suivis avec les navigateurs grecs, comme le prouvent les nombreuses céramiques proto-mycéniennes qui ont été retrouvées. Auparavant encore, ces îles étaient fréquentées par des navigateurs ayant entrepris l'exploitation des carrières d'obsidienne et le commerce de cette pierre, très utilisée par les sculpteurs égyptiens. La présence d'Égyptiens parmi les premiers colons grecs du VIe siècle est elle aussi attestée par la découverte de petites statuettes en faïence appelées ushbeti et placées dans les tombes. Autre détail qui plaide en faveur de cette interprétation : le nom d'Éole en grec, Αἴολος, serait d'origine sémitique d'après Victor Bérard, ce qui laisse supposer que les Phéniciens qui composaient l'essentiel de la marine égyptienne, connaissaient déjà ce pays.
Néanmoins, si le talent du grand traducteur-poète qu’était V. Bérard ne fait aucun doute, il faut néanmoins reconnaître que, en matière d’itinéraire, les incertitudes sont énormes, dès l’antiquité, et a fortiori chez Homère lui-même. En effet, au début du Chant X de l’Odyssée, le poète lui-même nous indique que l’île d’Éole est « une île flottante » (πλωτῇ ἐνί νήσῳ / plôtễ éní nếsô : vers 3), ce qui ne peut que laisser perplexe face à une éventuelle « localisation » ou « identification ». Déjà les commentateurs antiques ne sont pas d’accord. Le géographe Ératosthène déclare prudemment qu’il ne faut pas chercher de vérité géographique dans Homère : selon lui, le poète cherche à plaire, et non à instruire. Si un certain nombre d’Anciens situent cette île flottante dans les « îles éoliennes », c’est sûrement par un réflexe étymologique constant dans l’antiquité (« raisonnement » du type : « Les câpres s’appellent ainsi parce qu’ils viennent de Capri » — ou inversement : « Capri s’appelle ainsi parce qu’il y pousse des câpres »). Le nom d'« îles éoliennes » s'expliquera plus facilement par leur caractère venté, que par la présence d'un dieu homérique, encore que, dans la culture grecque, cela soit la même chose : Éole est le (vent) vif, tout comme Mémoire est la mémoire (μνήμη), Hasard est le hasard (τυχή), Justice est la justice (θέμις), Amour est l'amour (ἐρώς), Discorde est la discorde (ἐρίς) : tous ces mots sont d'abord des noms communs promus ensuite au rang de divinité. De même la Vénus latine, ou la Concorde romaine qui sont initialement des noms communs.
La fascination pour Ulysse a engendré des dizaines d’itinéraires, surtout aux temps modernes, en particulier au XIXe siècle et au début du XXe siècle, itinéraires qui sont autant de conjectures, surtout pour un personnage dont l’historicité n’est pas flagrante. Certains savants se sont amusés à faire l’inventaire de ces itinéraires, dont les points de chute vont des Canaries à Aden… La conclusion s’impose : « Les voyages d’Ulysse ne relèvent pas de la géographie… »
Quant à l'inceste des fils et filles d’Éole, il n'a rien de typiquement égyptien : il est constant dans la mythologie olympienne, ne serait-ce qu'entre Zeus et sa sœur Héra. Plutôt qu'une marque de la culture égyptienne, il faut y voir une marque d'une conception anthropologique de la nature des dieux, chez qui l'inceste n'est pas prohibé.
Enfin, en ce qui concerne l'étymologie du nom d’Éole (Αἴολος), elle est d'abord grecque, puisque l'adjectif grec αἰόλος signifie « vif, rapide », (on est tenté de préciser un peu en disant l'évidence : « vif, rapide, […] comme le vent »). Sur l'origine de l'adjectif grec, les indo-européanistes hésitent entre deux interprétations indo-européennes du mot, mais aucune de ces interprétations n'envisage de rapport avec un mot sémitique ; P. Chantraine ne mentionne même pas la suggestion « égyptienne » de V. Bérard (qui n'était pas un spécialiste de philologie…). Pour un philologue, il est clair que le nom d’Éole vient de l'adjectif, et non l'inverse (la variation de l'accent est un simple moyen de distinguer deux mots parents,le nom propre de l'adjectif, tout comme le grec distingue par l'accent seulement des paronymes comme τόμος / tómos et τομός / tomós ou encore νόμος / nómos et νομός / nomós). Ce même adjectif est très probablement aussi à l'origine du nom des Éoliens, une des grandes composantes ethniques du monde grec antique, mais localisé à l'extrême est de l'aire culturelle grecque (Lesbos, Asie Mineure), tout comme le dialecte dit éolien est une des grandes composantes de la langue homérique. Ces Éoliens se réclament d'un autre Éole, fils d'Hellen, fils de Deucalion.